# Камане (Урмія)
Камане (перс. كمانه) — село в Ірані, входить до складу дехестану Дул у Центральному бахші шахрестану Урмія провінції Західний Азербайджан.